# 忠义乡 (康保县)
忠义乡，是中华人民共和国河北省张家口康保县下辖的一个乡镇级行政单位。

## 行政区划
忠义乡下辖以下地区：
忠义北村、忠义南村、后卜子村、三号地村、三老虎村、邢家梁村、马莲卜村、保安营村、三顺元村、段庄营村、水泉村、西北营村、金满梁村和丹木淖村。